# Бен Бова
Бенджамін Вільям Бова (англ. Ben Bova; 8 листопада 1932, Філадельфія, Пенсільванія — 29 листопада 2020, Нейплс, Флорида) —  американський письменник-фантаст, редактор, літературний критик та популяризатор науки.

## Біографія
Бен Бова народився 8 листопада 1932 року в Філадельфії, штат Пенсільванія. У 1953 році одружився з Розою Кучинотта, у них народилися син і дочка. У 1974 році письменник розлучився. І в тому ж році одружився з Барбарою Берсон Роуз , котра померла 23 вересня 2009 року.
В юності Бен Бова був завзятим фехтувальником. У 1982 році у письменник закінчив університет Темпл із дипломом журналіста.

## Професійна кар'єра
У 1950-х роках Бен Бова працював технічним письменником у проекті Vanguard, у 1960-х в Авко Еверетт. Там він познайомився з Артуром Кантровіцем.
Після смерті Джона Кемпбелла, у 1972 році, Бова став редактором журналу Analog. Був удостоєний премії «Г'юго» як найкращий редактор журналу в 1973—1977 і 1979 роках. Потім пішов працювати на журнал Omni.
У 1974 році написав сценарій епізоду «Land of the Lost» для мультсеріалу «Пошук».
У 1987 році письменник отримав ступінь магістра мистецтв у State University, а в 1996 році — докторський ступінь у California Coast University.
Бова обіймав посаду почесного президента National Space Society, а також був президентом американської асоціації письменників-фантастів з 1990 по 1992. У 2000 році взяв участь у 58-му Всесвітньому конвенті наукової фантастики (WorldCon).
Станом на 2010 рік Бова написав понад 120 книг науково-фантастичної та нехудожньої прози. Станом на грудень 2020 року 87-річний Бова був одним з найстарших творчо активних письменників-фантастів та має понад 60 років безпереревного літературного стажу в якості письменника-романіста (дебютний роман письменника — «Зоряні завойовники» — було вперше опубліковано 1959 року, а останній прижиттєвий роман автора — «Уранус» вийшов у липні 2020 року).

## Нагороди та премії
- Премія * «Небесний жайворонок» ‎ у 1974 році
- Премія Балрог:
у 1980 році (професійна публікація)
у 1982 році (професійна публікація) 
у 1983 році (професійне досягнення)
- Премія AnLab у 2001 році (стаття, присвячена науковому факту)
- Меморіальна премія імені Джона Кемпбелла у 2007 році (найкращий науково-фантастичний роман)
- Премія Роберта Гайнлайна у 2008 році.